# British Aerospace Harrier II
Il BAe Harrier II fa parte della seconda generazione degli aerei a decollo verticale (V/STOL) della famiglia Harrier. L'evoluzione venne sviluppata dalla BAe per realizzare una versione migliorata e più moderna dell'Harrier, che aveva operato brillantemente anche durante la guerra delle Falkland.
Grazie ad un'ala di grande superficie totalmente di nuova concezione e ad un motore potenziato rispetto all'originale, il nuovo Harrier ha prestazioni migliori, a parte la velocità massima (che è inferiore). Due cannoni ADEN da 30 mm costituiscono il potente armamento imbarcato, nonostante la piccola mole complessiva della macchina, mentre sono disponibili 9 piloni di aggancio per 4.700 chili di carico per le missioni d'attacco ed intercettazione. Il più grave limite della nuova versione è la mancanza di un radar multimodale come quello installato sull'AV8-B Harrier II statunitense, che conferisce all'agile macchina V/STOL capacità di piattaforma missilistica ed attacco ognitempo. Infatti, la versione inglese può utilizzare come armi aria-aria solo missili a guida termica.

## Storia del progetto
Negli anni settanta, la inglese Hawker Siddeley e la statunitense McDonnell Douglas siglarono un accordo di cooperazione per dare un successore allo Harrier. La nuova macchina, denominata Harrier II registrò un incremento dei costi tale da far ritirare la Hawker Siddeley dal progetto. La McDonnel Douglas continuò autonomamente, visto l'interesse del corpo dei Marines statunitensi per un velivolo che potesse operare anche dalle portaelicotteri d'assalto della classe Tarawa; alla fine degli anni Settanta, la Hawker Siddeley decise di rientrare nel progetto, acquisendo due cellule di AV-8B, che era la denominazione statunitense della macchina, e continuando lo sviluppo autonomamente, con la McDonnell Douglas come subfornitore.
La versione inglese, rispetto allo Harrier originale, ha subito estensive modifiche sui materiali e sulle superfici alari che adesso risultano formate da un'ala in un unico pezzo, irrobustita e dotata di un numero maggiore di piloni (fino a 9 nel GR.7). Anche nella fusoliera, l'alluminio è stato sostituito largamente da materiali compositi. L'avionica nella versione inglese è diversa da quella dell'AV-8B e del successivo AV-8B+ (detto Night Attack Harrier o Harrier II Plus), e il radar multimodale APG-65 delle prime versioni del caccia F/A-18 Hornet installato sull'AV-8B+ viene sostituito da un radar più semplice e ottimizzato per l'attacco al suolo, oltre che per l'uso di missili a guida termica. Quindi i velivoli inglesi hanno solo ridotte capacità aria-aria e non possono usare missili a guida radar.

## Tecnica
La cellula è stata largamente modificata nei materiali, passando dalla lega di alluminio ai materiali compositi, con notevole guadagno di peso. Inoltre l'ala è stata realizzata in un solo pezzo con una superficie aumentata del 14% rispetto alla vecchia versione ed uno spessore maggiorato.

## Impiego operativo
Lo Harrier II è nato come aereo da attacco al suolo, con limitate doti di autodifesa, ma con notevoli capacità e versatilità di carico rispetto alle sue dimensioni. Nel 2006, essendo stata ritirata la sua versione navalizzata, l'FRS Mk.2, allo Harrier II è passato anche il compito di difesa aerea della flotta ed è stato creato un gruppo imbarcato, dotato di velivoli GR.9, costituito con personale dell'800 ed 801 Squadron della Fleet Air Arm. Il gruppo viene trasferito di volta in volta sulla portaerei che viene impiegata in azione, tra le tre unità di classe Invincible.
Per migliorare l'operatività era stato proposto il montaggio su questi mezzi dei radar Sea Vixen già utilizzati dai FRS Mk.2, ma il progetto è stato accantonato per il costo di 600 milioni di sterline. Quindi, la capacità offensiva può essere assicurata solo nel raggio di azione dei missili a guida termica (AIM-9 Sidewinder e BAE-BGT AIM-132 ASRAAM), ovvero di qualche chilometro, e senza radar di tracciamento.

## Versioni

### GR.5
Sviluppato dall'AV8-B tramite due prototipi convertiti. Quarantuno esemplari operativi costruiti, senza capacità di attacco notturno.

### GR.7

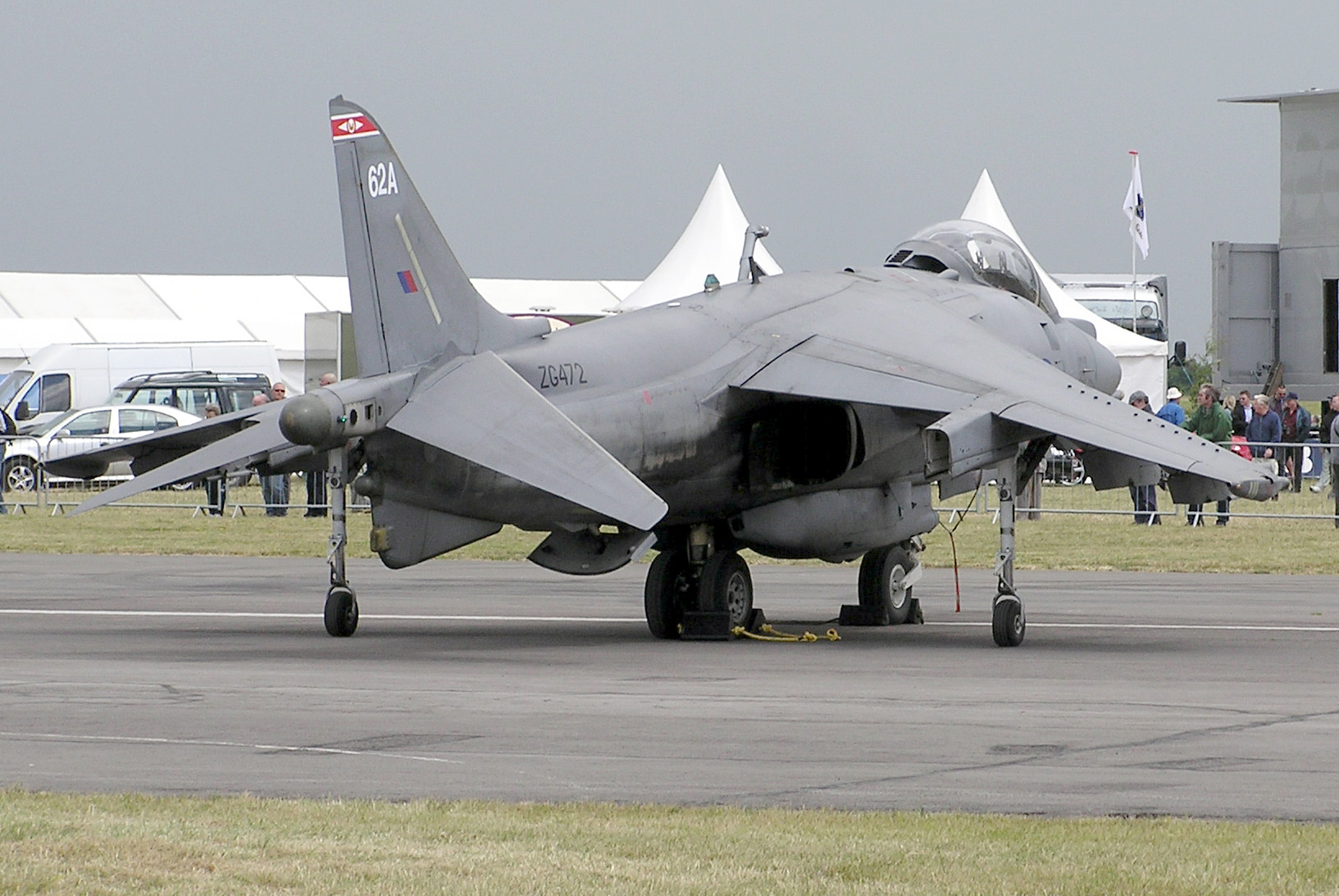
Uno Harrier Gr.7 del 1° Squadron della RAF

### GR.9
Lo Harrier GR.9 è un aggiornamento nell'avionica e nelle armi dello standard precedente GR.7. L'obiettivo era di dare alla macchina la capacità di utilizzare dei nuovi sistemi inerziali di navigazione e di posizionamento globale, ed è noto sotto il nome di Integrated Weapons Programme. I nuovi armamenti integrati sono il missile Brimstone, il missile Maverick, le bombe a guida laser Paveway III LGB e Paveway IV PGB.
L'aereo verrà anche dotato dei pod (gondole aggiuntive che ospitano sensori) di illuminazione bersagli Sniper. Nel luglio 2007, BAE Systems ha completato il contratto di rimpiazzo per sette parti posteriori di fusoliera di Harrier GR.9 per il ministero della difesa inglese.

## Utilizzatori
Regno Unito
- Royal Air Force (111; 98 monoposto + 13 biposto)

## Evoluzione dell'Harrier
- Hawker Siddeley Harrier - 1ª generazione di Harrier
- British Aerospace Sea Harrier - versione imbarcata dell'Harrier
- McDonnell Douglas-BAe AV-8B Harrier II - 2ª generazione di Harrier
- British Aerospace Harrier II - 2ª generazione di Harrier